# Mailfence
Mailfence es un servicio de correo electrónico web basado en el estándar OpenPGP, que ofrece cifrado de extremo a extremo y firma digital. Fue lanzado en noviembre de 2013 por ContactOffice Group que gestiona un software de colaboración en línea para profesionales, universidades y otras organizaciones, desde 1999.

## Historia
En 2013, justo después de que se destaparan los casos masivos de vigilancia mundial desde internet, los fundadores de ContactOffice Group se percataron de que había una necesidad real de crear una plataforma de mensajería que respetase la vida privada y que ofreciese mecanismos de seguridad fáciles de utilizar. En marzo de 2016, la empresa lanzó la versión beta de su sistema de cifrado de extremo a extremo numérico para correos electrónicos.

## Funcionalidades
Al contrario que otros servicios de correo electrónico seguro, Mailfence ofrece también funciones de calendario, contactos, mensajería instantánea e intercambio de documentos.

### Correo electrónico
El servicio ofrece POP/IMAP y Exchange ActiveSync y también la posibilidad de utilizar su propio nombre de dominio. Los usuarios pueden enviar correos electrónicos en formato texto o en formato texto enriquecido, clasificar los mensajes de los dossiers y/o clasificarlos por categorías con etiquetas, firmas automáticas, alias y pluss-addressing.

### Contactos
Los contactos son compatibles con importación (CSV, vCard, LDIF) y exportación vCard, CSV, PDF), la creación y la modificación de contactos. Los usuarios pueden crear listas de contactos y organizarlas mediante etiquetas.

### Calendario
El calendario es compatible con importación y exportación vCal/iCal, y se puede acceder a éste mediante CalDAV. Los usuarios pueden compartir su calendario con miembros del grupo y también crear encuestas para facilitar la organización de reuniones.

### Documentos
Un espacio de almacenamiento para documentos. Los usuarios pueden desplazar los archivos en las carpetas y clasificarlos con los tags. Los documentos pueden ser editados en línea y acceder a ellos desde WebDAV.

### Grupos
Los grupos permiten a los usuarios intercambiar documentos, contactos y agendas de forma segura. El administrador del grupo gestiona los derechos de acceso de los diversos miembros de dicho grupo y también puede designar a otro miembro como coadministrador principal del grupo.

## Localización de los servidores
Dado que los servidores de Mailfence están situados en Bélgica, Mailfence se encuentra legalmente fuera de la jurisdicción estadounidense. Mailfence por tanto, no está sujeta a autos de secreto de sumario ni a las cartas de seguridad nacional (NSL) estadounidenses. Según la ley belga, cualquier solicitud de vigilancia nacional o internacional debe ser previamente aprobada por un tribunal belga.

## Seguridad y protección
Además de las funcionalidades convencionales de seguridad (SPF, DKIM, TFA, antispam), Mailfence ofrece las siguientes funciones:

### Cifrado de extremo a extremo
El servicio utiliza una implementación de código abierto de OpenPGP (RFC-4880). Las claves privadas son generadas en el ordenador, cifradas (mediante AES-256) con la frase secreta del usuario y a continuación almacenadas en el servidor. El servidor nunca conoce la frase secreta del usuario. El servicio también es compatible con el cifrado de extremo a extremo que usan contraseñas con la posibilidad de vencimiento del mensaje.

### Firmas digitales
El servicio da a elegir entre  «firmar» o «firmar y cifrar» un correo electrónico con o sin archivos adjuntos.

### Paquete de claves numéricas
El servicio ofrece un servidor de claves para la gestión de las claves de PGP y que no precisa ningún módulo/extensión externos. Es posible generar, importar o exportar los pares de claves de OpenPGP. Las claves públicas de otros usuarios pueden importarse mediante archivos o texto en línea, o también descargarse desde Servidores de claves públicas.

### Interoperabilidad OpenPGP completa
Los usuarios pueden comunicarse con cualquier servicio compatible con OpenPGP.

## "Warrant Canary" e informe de transparencia
El servicio también genera y mantiene actualizados tanto un informe de transparencia como un "Warrant Canary".